# Lưu Học Nghĩa
Lưu Học Nghĩa (tiếng Trung: 刘学义; sinh ngày 6 tháng 7 năm 1990 tại Thanh Đảo, Sơn Đông) là một nam diễn viên nguời Trung Quốc. Anh được khán giả biết đến qua vai diễn Hạo Thần trong Lưu Ly mỹ nhân sát, Mạc Linh Trạch trong "Khi bóng đêm gợn sóng", Hoa Giải Thần trong "Đạo mộ bút ký 2", Vô Tâm trong Thiếu niên ca hành, Lạc Tử Thương trong Trường Phong Độ và Phan Việt trong Hoa Gian Lệnh

## Sự nghiệp
Lưu Học Nghĩa từ nhỏ đã rời nhà vào bắc học tập. Sau khi hoàn thành năm năm học múa, do có vẻ ngoài ưa nhìn, anh chuyển sang học chuyên ngành biểu diễn, từ đó bắt đầu con đường diễn xuất. Năm 2014, Lưu Học Nghĩa tốt nghiệp Học Viện Hý Kịch Trung Ương, anh đồng thời tham gia đóng phim truyền hình trong thời gian học tập tại trường, tích lũy kinh nghiệm diễn xuất.
Năm 2013, Lưu Học Nghĩa ra mắt khán giả trong bộ phim cổ trang "Thượng Quan Uyển Nhi".
Năm 2015, Lưu Học Nghĩa góp mặt trong bộ phim cổ trang "Đại Ngọc Nhi truyền kỳ", đóng vai hoàng tử Mông Cổ Ngạch Triết.
Năm 2016, Lưu Học Nghĩa lần đầu tiên đóng vai chính trong bộ phim "Nữ nhân liên tâm", anh đóng vai một chàng trai chung thủy tìm kiếm người yêu đã mất của mình. Cùng năm, Lưu Học Nghĩa được công chúng đón nhận qua vai phản diện Tiêu Dật Tài - một chàng trai đa mưu túc trí, lòng dạ khó lường trong bộ phim cổ trang tiên hiệp "Tru tiên Thanh Vân Chí". Không lâu sau, anh tái hợp với Dương Tử và Tần Tuấn Kiệt trong bộ phim truyền hình lãng mạn lịch sử "Long Châu truyền kỳ".
Năm 2018, Lưu Học Nghĩa được biết đến nhiều hơn qua vai diễn Yêu Đế trong bộ phim cổ trang huyền huyễn tình cảm "Thiên kê chi bạch xà truyền thuyết". Sau đó, anh đóng vai chính trong bộ phim điện ảnh chiếu mạng "Thiên kê chi thiên đế truyền thuyết". 
Tháng 02/2019, Lưu Học Nghĩa tham gia bộ phim ngôn tình cổ trang tiên hiệp "Lưu Ly mỹ nhân sát", trong phim, anh vào vai sư huynh của nữ chính Chử Toàn Cơ và đồng thời là Bách Lân Đế Quân. Ngày 06/06/2019, bộ phim đề tài phiêu lưu "Đạo mộ bút ký 2: Nộ hải tiềm sa" với sự góp mặt của Lưu Học Nghĩa (trong vai Giải Vũ Thần) chính thức lên sóng.
Tháng 01/2020, Lưu Học Nghĩa được giao vai nam chính đầu tiên trong bộ phim ngôn tình cổ trang "Thanh Lạc" và phim đã lên sóng vào ngày 19/05/2021 trên Youku. Tháng 05/2020, anh nhận vai nam phụ Thiên Khải/Tịnh Uyên trong "Thiên Cổ Quyết Trần". Ngày 04/05/2020, bộ phim "Thu Thiền" với sự tham gia của Lưu Học Nghĩa (trong vai nam phụ Lâm Tiểu Trang) lên sóng. Ngày 06/08/2020, bộ phim "Lưu Ly mỹ nhân sát" phát sóng giúp Lưu Học Nghĩa nhận được nhiều sự quan tâm và yêu mến từ công chúng.
Tháng 02/2021, Lưu Học Nghĩa nhận vai nam chính Mạc Linh Trạch trong bộ phim tình cảm đô thị "Khi màn đêm gợn sóng" và đã được lên sóng vào ngày 09/11 cùng năm trên MangoTV. Tháng 06/2021, Lưu Học Nghĩa tham gia bộ phim cổ trang tiên hiệp "Mùa hoa rơi gặp lại chàng" với vai nam chính Cẩm Tú. Ngày 17/06/2021, bộ phim "Thiên Cổ Quyết Trần" phát sóng trên Tencent. Ngày 11/07/2021, bộ phim "Đạo Mộ Bút Ký: Vân Đỉnh Thiên Cung" phát sóng, trong phim anh vào vai Giải Vũ Thần. Ngày 25/08/2021, bộ phim "Thiên mục nguy cơ" với sự góp mặt của Lưu Học Nghĩa (trong vai Lý Tú Phu) được phát sóng trên kênh Mango TV. Tháng 10/2021, Lưu Học Nghĩa tham gia bộ phim cổ trang kiếm hiệp "Thiếu niên ca hành" với vai hòa thượng Vô Tâm.
Tháng 03/2022, Lưu Học Nghĩa nhận vai nam chính Quý Đan Dương cùng với nữ diễn viên Bành Tiểu Nhiễm trong bộ phim đề tài dân quốc "Họa Mi". Tháng 07/2022, anh tham gia bộ phim tình cảm cổ trang "Trường Phong Độ" với vai nam phụ phản diện Lạc Tử Thương. Ngày 15/12/2022, bộ phim "Tôi sống ở nơi khác" với sự tham gia của Lưu Học Nghĩa chính thức khai máy. Ngày 27/12/2022, bộ phim "Thiếu Niên Ca Hành" lên sóng độc quyền trên Youku.
Tháng 4/2023, Lưu Học Nghĩa tham gia bộ phim cổ trang đề tài phá án "Hoa Gian Lệnh" với vai nam chính huyện lệnh Phan Việt, đóng cùng nữ chính Cúc Tịnh Y.

## Phim

### Phim điện ảnh
| Năm  | Tiêu đề tiếng Việt                  | Tiêu đề tiếng Trung | Vai              |
| ---- | ----------------------------------- | ------------------- | ---------------- |
| 2016 | Nữ nhân liên tâm                    | 冰 美人             | Trương Mộng Sinh |
| 2019 | Thiên kê chi thiên đế truyền thuyết | 天 乩 之 天帝 传说  | Thiên Đế         |
| 2022 | Thu Thiền                           | 秋蝉                | Lâm Tiểu Trang   |

### Phim truyền hình và phim chiếu mạng
| Năm        | Tiêu đề tiếng Việt                  | Tiêu đề tiếng Trung | Vai                         | Vai trò   | Kênh phát sóng             | Bạn diễn                                         |
| ---------- | ----------------------------------- | ------------------- | --------------------------- | --------- | -------------------------- | ------------------------------------------------ |
| 2014       | Thượng Quan Uyển Nhi                | 上官 婉儿           | Võ Tam Tư                   | Vai phụ   |                            | Hầu Mộng Dao, Lưu Việt, Mã Khải Quang            |
| 2014       | Câu lạc bộ của bạn gái mối tình đầu | 初恋 女友俱乐部     | Phương Hạo                  | Vai phụ   | Tencent                    | Tư Tuyền, Lệ Na, Trương Tĩnh Nghi                |
| 2015       | Đại Ngọc Nhi truyền kỳ              | 大玉儿传奇          | Ngạch Triết                 | Vai phụ   | Tứ Xuyên                   | Cảnh Điềm, Cảnh Lạc, Nhiếp Viễn                  |
| 2016       | Thời đại ngây thơ của chúng ta      | 我们 的 纯真年代    | Đồ Cường                    | Vai phụ   | Hà Bắc                     | Tả Tiểu Thanh, Quách Hiểu Đông, Trương Thiếu Hoa |
| 2016       | Thanh Vân Chí                       | 青云志              | Tiêu Dật Tài                | Vai phụ   | Hồ Nam TV                  | Lý Dịch Phong, Triệu Lệ Dĩnh                     |
| 2016       | Thanh Vân Chí II                    | 青云志 2            | Tiêu Dật Tài                | Vai phụ   | Tencent                    | Lý Dịch Phong, Triệu Lệ Dĩnh                     |
| 2017       | Long Châu truyền kỳ                 | 龙珠 传奇之无间道   | Ngô Ứng Kỳ                  | Vai phụ   | An Huy TV, CCTV            | Dương Tử, Tần Tuấn Kiệt, Mao Tử Tuấn             |
| 2018       | Thiên kê chi bạch xà truyền thuyết  | 天乩之白蛇传 说     | Yêu Đế Trảm Hoang/ Thiên Đế | Vai phụ   | IQIYI                      | Nhậm Gia Luân, Dương Tử                          |
| 2019       | Đạo Mộ Bút Ký 2                     | 怒海潜沙&秦岭 神 树 | Giải Vũ Thần                | Vai phụ   | Tencent                    | Hầu Minh Hạo, Thành Nghị                         |
| 2020       | Thu Thiền                           | 秋蝉                | Lâm Tiểu Trang              | Vai phụ   | Jiangsu TV, Chiết Giang TV | Nhậm Gia Luân                                    |
| 2020       | Lưu Ly mỹ nhân sát                  | 琉璃                | Hạo Thần/ Bách Lân Đế quân  | Vai phụ   | Mango TV, Youku            | Thành Nghị, Viên Băng Nghiên                     |
| 2021       | Thanh Lạc                           | 清落                | Dạ Tu Độc                   | Vai chính | Youku                      | Vương Tử Vy                                      |
| 2021       | Thiên Cổ Quyết Trần                 | 千古玦 尘           | Thiên Khải/ Tịnh Uyên       | Vai phụ   | Tencent                    | Hứa Khải, Châu Đông Vũ, La Thu Vận               |
| 2021       | Đạo Mộ Bút Ký: Vân Đỉnh Thiên Cung  | 云顶天宫            | Giải Vũ Thần                | Vai phụ   | Tencent                    | Bạch Chú                                         |
| 2021       | Khủng hoảng thiên mục               | 天目危机            | Lý Tú Phu (lúc trẻ)         | Vai phụ   | Mango TV                   | Trương Duệ                                       |
| 2021       | Khi màn đêm gợn sóng                | 夜色暗涌时          | Mạc Linh Trạch              | Vai chính | Mango TV                   | Trương Dư Hi                                     |
| 2022       | Thiếu niên ca hành                  | 少年歌行            | Vô Tâm                      | Vai chính | Youku                      | Lý Hoành Nghị, Ngao Thụy Bằng                    |
| 2023       | Hoạ Mi                              | 画眉                | Kế Đan Dương                | Vai chính | Youku                      | Bành Tiểu Nhiễm                                  |
| 2023       | Trường Phong Độ                     | 长风渡              | Lạc Tử Thương               | Vai phụ   | IQIYI                      | Bạch Kính Đình, Tống Dật                         |
| 2024       | Tôi sống ở nơi khác                 | 生活在别处的我      | Úc Kiến                     | Vai chính | Tencent                    | Chung Sở Hi                                      |
| 2024       | Hoa Gian Lệnh                       | 花间令              | Phan Việt                   | Vai chính | Youku                      | Cúc Tịnh Y                                       |
| 2024       | Xuân Hoa Yếm                        | 春花厌              | Mộ Dung Cảnh Hòa            | Vai chính | Youku                      | Ngô Cẩn Ngôn                                     |
| 2025       | Mùa hoa rơi gặp lại chàng           | 落花时节又逢君      | Cẩm Tú                      | Vai chính | Mango TV                   | Hồ Ý Hoàn                                        |
| 2025       | Niệm Vô Song                        | 念无双              | Nguyên Trọng                | Vai Chính | IQIYI                      | Đường Yên                                        |
| 2025       | Đào Hoa Ánh Giang Sơn               |                     | Thẩm Tại Dã                 | Vai Chính | Tencent                    | Mạnh Tử Nghĩa                                    |
| Chưa chiếu | Đạp Tuyết Tầm Tung                  |                     | Giản Minh                   | Vai chính | Youku                      | Giang Kỳ Lâm                                     |
| Đang quay  | Lan Hương Như Cố                    |                     | Lâm Cảnh Kỳ                 | Vai chính | Tencent                    | Đàm Tùng Vận                                     |

## Giải Thưởng
| Năm  | Giải thưởng                                                  | Đơn vị                                 | Ghi chú |
| ---- | ------------------------------------------------------------ | -------------------------------------- | ------- |
| 2015 | Giải thưởng Ngôi sao đang lên xuất sắc nhất                  | Tạp chí Ngôi sao Nghệ thuật Trung Quốc |         |
| 2015 | Thí sinh xuất sắc trong Cuộc thi dành cho tân binh toàn quốc |                                        |         |